# Comunidad de comunas Nive-Adour
La Comunidad de comunas de Nive-Adour (Communauté de communes Nive-Adour en francés y Errobi-Aturri Herri Elkargoa, en vasco) es una estructura intercomunal francesa situada en el departamento francés de Pirineos Atlánticos de la región de Aquitania.

## Historia
Fue creada el 24 de noviembre de 2004, a partir del Sindicato intercomunal multipropósito de Nive-Adour (SIVOM Nive-Adour en francés), con la unión de las cinco comunas del antiguo cantón de Saint-Pierre-d'Irube y una de las cinco comunas del antiguo cantón de La Bastide-Clairence, y que actualmente pertenecen al cantón de Nive-Adour.

## Nombre
Debe su nombre a que en las cercanías de la comunidad se hallan los ríos Nive y Adour.

## Composición
La Comunidad de comunas reagrupa 6 comunas:
| Comuna               | Código INSEE | Cantón     | Población (2012) | Superficie (km²) | Densidad (hab./km²) |
| -------------------- | ------------ | ---------- | ---------------- | ---------------- | ------------------- |
| Lahonce              | 64304        | Nive-Adour | 2041             | 9,47             | 216                 |
| Mouguerre            | 64407        | Nive-Adour | 4741             | 22,57            | 210                 |
| Saint-Pierre-d'Irube | 64496        | Nive-Adour | 4605             | 7,68             | 600                 |
| Urcuit               | 64540        | Nive-Adour | 2326             | 13,69            | 170                 |
| Urt                  | 64546        | Nive-Adour | 2220             | 18,99            | 117                 |
| Villefranque         | 64558        | Nive-Adour | 2370             | 17,17            | 138                 |

## Competencias
La comunidad es un organismo público de cooperación intercomunal.
Sus recursos provienen del impuesto sobre los rendimientos del trabajo único, del sistema de contribuciones que se aplica a los residuos y asignaciones y subvenciones de diversos socios.
Sus competencias en general se centran en el desarrollo económico, medio ambiental, de empleo y los servicios comunitarios a los habitantes:
- Ordenación del Territorio
  - Plan de Coherencia Territorial (SCOT, en francés).
  - Plan Sectorial.
- Desarrollo y organización económica
  - Acción de desarrollo económico de las actividades industriales, comerciales o de empleo, (apoyo de las actividades agrícolas y forestales...).
  - Creación, organización, mantenimiento y gestión de zonas de actividades industriales, comerciales, terciario, artesanal o turístico.
- Desarrollo y organización social y cultural
  - Actividades culturales y socioculturales.
  - Actividades deportivas.
  - Construcción y/u organización, mantenimiento, gestión de equipamientos o establecimientos culturales, socioculturales, socioeducativos, deportivos…, etc.
  - Transporte escolar.
- Medio ambiente
  - Saneamiento no colectivo.
  - Recogida y tratamiento de los residuos urbanos y asimilados.
  - Protección y valorización del Medio Ambiente.
- Vivienda y hábitat
  - Programa local del hábitat.
- Servicio de vías públicas
  - Creación, organización y mantenimiento del servicio de vías públicas.
- Otros
  - Adquisición comunal de material.
  - Informática, Talleres vecinales.